# DNS-zóna
A számítógép-hálózatok területén a DNS-zóna a globális Domain Name System (DNS) hierarchikus névterének egy adminisztratív egysége. Egy-egy zóna a DNS-fa összefüggő, önálló egységként kezelt része.

## Definíció
A DNS-névtér leírásával az RFC 1034 (Doménnevek – alapelvek és képességek) és az RFC 1035 (Doménnevek – implementáció és specifikáció) foglalkozik.
A DNS fordított fastruktúrájú hierarchiáját egymásba ágyazott tartományok (domének) alkotják, melyek szintjeit ponttal választják el egymástól, fontosságuk pedig jobbról balra haladva egyre csökkenő, pl. sub-b.sub-a.example.com.
Menedzselési szempontból a hierarchia minden szintje vagy csomópontja adminisztratív határt képezhet a névtérben. 
A névtérfa minden ágának minden szintje fölötti irányítás joga egy jogi személy vagy szervezet részére van kiosztva, ami lehet a legfelső szintű tartományokat kezelő nemzeti doménregisztrátor, vagy egy adott aldomén használatára kijelölt cég vagy személy. A DNS ezen adminisztratív részeit vagy területeit (tkp. a DNS-fa egyben kezelt részeit) hívják DNS-zónáknak. Egy zóna állhat egyetlen doménből vagy tartozhat alá számos domén és aldomén (a delegálás tehát nem feltétele a többszintű névmegadásnak), a kezelő által kiosztott adminisztrációs jogoktól függően. Egy zóna kezelője (földrajzi, topológiai vagy strukturális okokból) tovább delegálhatja a hozzá tartozó zóna egy része fölötti adminisztrációs jogát más feleknek.
Például egy zónát alkothat az osztaly.intezet.hu és minden, a hierarchiában alatta elhelyezkedő név. Egy zóna például az összes TLD-t tartalmazó DNS-gyökérzóna is.
A DNS-zóna legkézzelfoghatóbban a DNS-kezelőszoftver adatbázisának elemeiként jelenik meg. Eredetileg minden zónát egy különálló, szöveges állományban, a zónafájlban tároltak, ebben szerepeltek az állomáscímek, névaliasok, backup szerverek, földrajzi helyre, adminisztratív személyre vonatkozó információk stb. (lásd DNS-rekordtípusok listája), melynek bővíthető designja lehetővé tette, hogy az internet növekedésével együtt skálázódjon.

## Második szintű tartományok
A legfelső szintű regisztrátorok az általuk kezelt névteret megnyithatják a nyilvánosság számára, vagy más szervezetek részére, akik meghatározott, pl. földrajzilag behatárolt módon második szintű tartományokat regisztrálhatnak alá. Minden esetben a regisztrált domén tulajdonosának felelőssége, hogy fenntartsa az adminisztratív és technikai infrastruktúrát, ami a saját zónájának kezeléséhez szükséges, beleértve az esetleges továbbdelegálást az alacsonyabb szintű domének felé. A delegálások lényegében korlátozásmentes autonómiát adnak át az allokált névtér fölött. Ahogy a zónák tovább bontódnak aldoménekre, mindegyik a saját zónájával, adminisztrátoraival és DNS-szervereivel, a DNS-fa úgy növekszik, hogy a legtöbb „levél” csomópont az aljára kerül. Ezen a legalsó szinten, a végcsomópontokon avagy a fa levelein a „DNS-zóna” kifejezés használat és adminisztráció szempontjából is egyenértékű lesz a „doménnév” kifejezéssel. A „domén” (vagy „tartomány”) nevet a hozzá rendelt entitás üzleti megközelítésében, míg a „zóna” kifejezést a DNS-szolgáltatások konfigurációjában használják.

## Helyettes zónák
A helyettes zóna (stub zone, „csonka zóna”) a DNS szabványban nem szereplő, BIND-implementációfüggő különleges zónatípus, ami kizárólag más DNS-kiszolgálók azonosításához szükséges erőforrásrekordokat tartalmaz. Így, bár a DNS redundanciáját és terheléselosztást nem valósítja meg, javítja a névfeloldást és egyszerűsíti a DNS felügyeletét, jóval kisebb hálózati sávszélesség felhasználásával, mint amit egy teljes másodlagos zóna igényelne. Más szavakkal, a helyettes zónák a hivatkozott zóna olyan másolatai, melyek csak a zóna autoritatív DNS-kiszolgálóinak azonosításához szükséges rekordokat tartalmazzák.
Microsoft környezetben a Windows Server 2003-ban jelent meg.

## Forwardésreversezónák
Általános esetben a DNS-zóna alatt azt a fajta zónát értjük, amiben az ember számára jól olvasható, név alapú doméneket a többnyire számokkal azonosított internetes erőforrásokhoz rendelik hozzá. Az ilyen jellegű feloldást forward resolutionnek (előremutató feloldásnak) nevezik, a hozzájuk kapcsolódó zónákat forward zónáknak vagy névkeresési zónáknak.
A fordított folyamat esetében, amikor egy IP-címhez tartozó DNS-nevet kell azonosítani, reverse DNS lookupnak vagy reverse resolutionnek (reverz vagy inverz feloldásnak, fordított névfeloldásnak) nevezik, a kapcsolódó zónákat reverse vagy inverz zónáknak, valamint címkeresési zónáknak. Az ilyen reverz zónákat az internet Address and Routing Parameter Area területén, az .arpa domén alatt kezelik.

## Az internet infrastruktúrájának zónái és reverz zónái
Az arpa legfelső szintű tartomány a DNS és az internet infrastrukturális céljait szolgálja, az alá történő regisztráció és delegáció nem követi az országkód szerinti és általános doméneknél megszokottakat. Az arpa név a mai internet kialakulása előtti ARPANET maradványa. Az eredetileg a modern DNS-re való áttérés megkönnyítését szolgáló arpa domén végül nem került törlésre. A név hivatalos feloldása jelenleg: Address and Routing Parameter Area. A benne található zónákat IP-cím szerinti reverz feloldásra (IPv4: in-addr.arpa, IPv6: ip6.arpa), telefonszámok hozzárendelésére (ENUM, e164.arpa) és URI-feloldásra (uri.arpa, urn.arpa) használják. Bár e doménnek és aldoménjeinek eltérő az adminisztratív struktúrája, a zónák felelősség szerinti delegációja hasonlóan működik, a DNS-eszközök és -kiszolgálók pedig ugyanolyanok, mint a többi zónában. Az alzónákat a hozzájuk tartozó erőforrás logikája szerint delegálják. Például a 8.8.2.5.5.2.2.0.0.8.1.e164.arpa. cím, ami az ENUM rendszerben egy E.164 telefonszámot jelképez, a határoló pontok mentén lehet továbbdelegálni. Példa egy IP-címre a reverz DNS-zónában: 166.188.77.208.in-addr.arpa, ami a www.example.com címre oldható fel. Az IP-címek esetében a reverz zónákat mindig az IP-címet birtokló internetszolgáltatóhoz delegálják. Ha a szolgáltató kioszt egy IP-címterületet egy kliensnek, a területhez tartozó reverz zónák kezelését is a kliens felé delegál(hat)ja. A gyakran egyetlen IP-címet kérő végfelhasználókat vagy kisvállalkozásokat kiszolgáló internetszolgáltatók ezt gyakran nem teszik meg.

## Példa a zónadelegálásra egy DNS-lekérdezés kapcsán
Tekintsünk egy példát a DNS névfeloldási folyamatára. Legyen egy rekurzív DNS-resolverünk, amely az en.wikipedia.org.
címet próbálja feloldani. A folyamatot az általa ismert leginkább mérvadó névkiszolgálókkal, a DNS-gyökér (a cím végén lévő ponttal jelzett) névkiszolgálóival kezdi, melyek az internet legfelső szintű tartományainak névkiszolgálóiról tudnak.
A gyökérkiszolgálókat lekérdezve könnyen lehet, hogy a gyökérzóna nem fog közvetlenül az en.wikipedia.org.-ra vonatkozó rekordot tartalmazni, ebben az esetben hivatkozni fog (refer) az .org. legfelső szintű tartomány mérvadó névkiszolgálóira. A resolver tehát kapcsolatba lép az .org. zóna névszervereivel, hogy specifikusabb információkhoz jusson. Az előzőekhez hasonlóan megtörténhet, hogy az .org. zóna névkiszolgálói továbbhárítják a kérést a wikipedia.org. zónára, amelytől a resolver újfent megkísérli lekérdezni az en.wikipedia.org. címet. A példa írásakor, 2011 júliusában az en.wikipedia.org. egy CNAME volt, ami a text.wikimedia.org.-ra mutatott (ami pedig egy CNAME volt a text.esams.wikimedia.org.-ra). Mivel esetünkben a wikipedia.org. zóna névkiszolgálói egyben a wikimedia.org. zónára nézve is mérvadók voltak, további névkiszolgálói továbbhárítás nélkül zajlik le a lekérés hátralevő része.
Ha az utóbbi névkiszolgáló nem lett volna mérvadó a CNAME-ben meghatározott név zónájára nézve, még egy továbbhárítás történt volna, ezúttal a text.wikimedia.org. zónájára. Mivel a resolver korábban már meghatározta az .org. zóna mérvadó névkiszolgálóját, nem kell a névfeloldási folyamatot az elejétől kezdenie, hanem az .org. zónától folytathatja, így nem kell a gyökérben lévő névkiszolgálókat lekérdeznie.
Teljesen elképzelhető az is, hogy a névfeloldás nem jár több DNS-kiszolgáló lekérdezésével. Bár a DNS-gyökérkiszolgálókról lekérdezve az en.wikipedia.org.-ot minden esetben továbbhárítás történik, de például egy az en.wikipedia.org. címet tartalmazó alternatív DNS-gyökér használata esetén a kért rekordot az első lekérésnél visszakapja a resolver.

## GlobalNames zóna
A GlobalNames zóna a Windows 2008 Serverben bevezetett, Microsoft DNS-specifikus zóna, melynek célja a WINS egycímkés állomásnév-azonosításához hasonló globális szolgáltatás nyújtása tisztán DNS-környezetben, így a WINS „nyugdíjazásának” támogatása. A GlobalNames zóna a WINS-szel szemben nem munkaállomások nevének feloldását célozza, és nem támogatja a dinamikus frissítéseket, itt központilag helyeznek el vállalati kiszolgálók vagy webhelyek címeit.

## Fordítás
Ez a szócikk részben vagy egészben a DNS zone című angol Wikipédia-szócikk ezen változatának fordításán alapul.  Az eredeti cikk szerkesztőit annak laptörténete sorolja fel. Ez a jelzés csupán a megfogalmazás eredetét és a szerzői jogokat jelzi, nem szolgál a cikkben szereplő információk forrásmegjelöléseként.